# Crimora
Crimora és una concentració de població designada pel cens dels Estats Units a l'estat de Virgínia. Segons el cens del 2000 tenia 1.796 habitants.

## Demografia
Segons el cens del 2000, Crimora tenia 1.796 habitants, 724 habitatges, i 516 famílies. La densitat de població era de 225,9 habitants per km².
Dels 724 habitatges en un 31,6% hi vivien nens de menys de 18 anys, en un 55,5% hi vivien parelles casades, en un 10,6% dones solteres, i en un 28,7% no eren unitats familiars. En el 24,4% dels habitatges hi vivien persones soles el 8,3% de les quals corresponia a persones de 65 anys o més que vivien soles. El nombre mitjà de persones vivint en cada habitatge era de 2,48 i el nombre mitjà de persones que vivien en cada família era de 2,92.
Per edats la població es repartia de la següent manera: un 24,1% tenia menys de 18 anys, un 8,1% entre 18 i 24, un 30,3% entre 25 i 44, un 25,7% de 45 a 60 i un 11,7% 65 anys o més.
L'edat mediana era de 38 anys. Per cada 100 dones de 18 o més anys hi havia 93,6 homes.
La renda mediana per habitatge era de 30.430 $ i la renda mediana per família de 35.650 $. Els homes tenien una renda mediana de 27.350 $ mentre que les dones 17.476 $. La renda per capita de la població era de 14.864 $. Entorn del 9,5% de les famílies i el 13,8% de la població estaven per davall del llindar de pobresa.

## Poblacions més properes
El següent diagrama mostra les poblacions més properes.